# Dorcasina grossa
Dorcasina grossa är en skalbaggsart som först beskrevs av Leconte 1873.  Dorcasina grossa ingår i släktet Dorcasina och familjen långhorningar. Inga underarter finns listade i Catalogue of Life.